# Канурі
Кану́рі (берібері, ага) — ніло-сахарський народ у Західній Африці.

## Територія проживання і чисельність
Канурі живуть переважно у Нігерії (штати Борно, Кано, Баучі), Нігері (0,53 млн чоловік), Чаді (0,11 млн чоловік) і Камеруні (30 тис. чоловік). 
Загальна чисельність канурі – 4,7 млн осіб. 

## Мова і релігія
Розмовляють мовою канурі, що належить до сахарської групи ніло-сахарської мовної сім’ї. 
За релігією — мусульмани-суніти.

## Історія
В єдиний етнос склалися з утворенням мусульманської держави (імперії) Канем-Борну в XIV столітті (розквіт припадає на XVI-XVII ст.ст.). На сучасні землі прийшли з північного сходу із краю Канем (нині Чад), з ХІ ст. Канем є одним із осередків мусульманства.

## Традиційні заняття і соціальна організація
Традиційні заняття — тропічне інтенсивне іригаційне землеробство (просо, елевсина, кукурудза, сорго, арахіс, овочі, бавовник як товарна культура); розведення овець, кіз, коней, великої рогатої худоби, подекуди верблюдів. 
Розвинуті ремесла – чинбарство, ткацтво, гончарство.    
Зберігається розподіл на патрилінійні роди, виокремлення правлячих кланів, ієрархія вождівств.